# 神戸ストークスの選手一覧
神戸ストークスの選手一覧は、神戸ストークスに所属している選手・スタッフの一覧。

## 選手
| Pos   | No. | 名前               | 生年月日(年齢)         | 身長/体重   | 出身           | 前所属                         | 加入年 | 備考     |
| PG    | 4   | 寺園脩斗           | 1994年6月28日（31歳）  | 172cm/71kg  | 宮崎県         | レバンガ北海道                 | 2025   |          |
| PG    | 33  | 笹倉怜寿           | 1997年7月8日（28歳）   | 187cm/80kg  | 富山県         | 越谷アルファーズ               | 2025   |          |
| PG    | 90  | 野溝利一           | 2003年1月13日（22歳）  | 165cm/69kg  | 長野県         | 山梨学院大学                   | 2024   | ルーキー |
| PG/SG | 13  | 道原紀晃           | 1989年9月7日（35歳）   | 178cm/66kg  | 兵庫県         | 大阪商業大学                   | 2012   |          |
| SG    | 12  | 木村圭吾           | 2000年11月8日（24歳）  | 188cm/82kg  | 東京都         | 福井ブローウィンズ             | 2025   |          |
| SF/G  | 1   | ラウル・アルキンズ | 1997年10月29日（27歳） | 196cm/102kg | ニューヨーク州 | アイロニ・ネスジオナ           | 2025   |          |
| SF    | 8   | 八村阿蓮           | 1999年12月20日（25歳） | 198cm/98kg  | 富山県         | 群馬クレインサンダーズ         | 2025   |          |
| SF    | 9   | 谷直樹             | 1988年7月3日（37歳）   | 193cm/80kg  | 兵庫県         | 甲南大学                       | 2011   |          |
| SF    | 30  | 金田龍弥           | 2000年9月29日（24歳）  | 195cm/82kg  | 大阪府         | 大阪学院大学                   | 2022   |          |
| PF    | 23  | ヨーリ・チャイルズ | 1998年1月13日（27歳）  | 202cm/102kg | アメリカ合衆国 | 佐賀バルーナーズ               | 2025   |          |
| C     | 5   | アイザック・バッツ | 1989年5月28日（36歳）  | 208cm/134kg | ジョージア州   | 名古屋ダイヤモンドドルフィンズ | 2024   |          |

## スタッフ
| 役職                                                       | 名前       | 生年月日(年齢)         | 出身     | 前職                                                      | 就任年 | 備考                                     |
| ヘッドコーチ                                               | 川辺泰三   | 1982年5月13日（43歳）  | 大阪府   | ファイティングイーグルス名古屋 ヘッドコーチ               | 2025   |                                          |
| アシスタントコーチ 兼 通訳                                 | 東頭俊典   | 1977年6月8日（48歳）   | 北海道   | 群馬クレインサンダーズ アシスタントコーチ 兼 通訳         | 2024   | ヘッドコーチ代理から配置転換             |
| スキルデベロップメントコーチ 兼 通訳 兼 アシスタントコーチ | マーク貝島 | 1980年10月27日（44歳） | 兵庫県   | 滋賀レイクス アシスタントコーチ                           | 2025   |                                          |
| アシスタントコーチ                                         | 方城素和   | 1990年1月5日（35歳）   | 兵庫県   | レバンガ北海道 アシスタントコーチ 兼 アナライジングコーチ | 2025   |                                          |
| ビデオコーディネーター 兼 アシスタントコーチ               | 下地流星   | 2000年6月12日（25歳）  | 沖縄県   | 東海大学シーガルスBチーム ヘッドコーチ                    | 2023   |                                          |
| チームビルディングコーチ                                   | 冨岡耕児   | 1980年5月7日（45歳）   | 大阪府   | NTTドコモレッドハリケーンズ 選手                          | 2024   | チームデベロップメントコーチから配置転換 |
| ストレングス&コンディショニングコーチ                      | 寺地賢人   | 1994年11月19日（30歳） | 鹿児島県 | 茨城ロボッツ ストレングス&コンディショニングコーチ        | 2025   |                                          |
| メディカルトレーナー                                       | 井上達哉   | 1994年3月2日（31歳）   | 滋賀県   | 大阪エヴェッサ トレーナー                                 | 2021   | アシスタントトレーナーから配置転換       |
| アスレティックトレーナー                                   | 嶺井孝太   | 1995年2月23日（30歳）  | 沖縄県   | 越谷アルファーズ アシスタントアスレティックトレーナー     | 2025   |                                          |
| 管理栄養士 兼 アシスタントマネージャー                     | 佐藤美春   | 1996年3月13日（29歳）  | 福島県   | 不明                                                      | 2024   |                                          |
| マネージャー                                               | 菅田里佳   | 2000年8月22日（24歳）  | 大阪府   | 神戸ストークス フロントスタッフ                           | 2025   |                                          |

## 歴代ヘッドコーチ
1. BT・テーブス（2011 - 2013）
2. ダニー・ヨシカワ（2013 - 2014途）
3. 上田康徳（2014途 - 2016）
4. 高橋哲也（2016 - 2018）
5. M・ライコビッチ（2018 - 2019）
6. M・フィッシャー（2019 - 2022）
7. 森山知広（2022 - 2024）
8. P・クルニッチ（2024 - 2025）
9. 川辺泰三（2025 - ）

監督代行
- 東頭俊典（2025）※クルニッチの解任に伴う。

## 歴代キャプテン
1. 中村大輔/長尾強司（2011年 - 2012年）
2. 中村大輔/松山晃士（2012年 - 2013年）
3. 中務敏宏/谷直樹（2015年 - 2016年）
4. 竹野明倫/ラリー・オーウェンス（2016年 - 2017年）
5. ドゥレイロン・バーンズ/谷直樹/梁川禎浩（2017年 - 2018年）
6. 谷直樹（2018年 - 2021年）
7. 今野翔太/谷直樹（2021年 - 2022年）
8. 道原紀晃（2022年 - 2024年）
9. 渡邊翔太（2024年 - 2025年）

## 背番号の変遷
| No. | 2011-12              | 2012-13              | 2013-14            | 2014-15              | 2015-16              | 2016-17                      | 2017-18                      | 2018-19                  | 2019-20                  | 2020-21                    | 2021-22              | 2022-23                                 | 2023-24                  | 2024-25                  | 2025-26            |
| 00  | ---                  | ---                  | ---                | ---                  | ---                  | ---                          | ---                          | ブラッドリー・ウォルドー | ブラッドリー・ウォルドー | ---                        | ---                  | ---                                     | ---                      | ---                      | ---                |
| 0   | 劉生琢行             | ---                  | ---                | ---                  | ディリオン・スニード | 谷口淳                       | ---                          | 上原壮大郎               | ---                      | ---                        | 川村卓也             | ---                                     | ---                      | ---                      | ---                |
| 1   | ---                  | 中西良太             | 中西良太           | ---                  | ---                  | 内藤健太                     | ---                          | ---                      | ---                      | 今野翔太                   | 今野翔太             | 中西良太                                | 中西良太                 | 中西良太                 | ラウル・アルキンズ |
| 2   | 高松英二             | 高松英二             | 高松英二           | ---                  | ---                  | 丸山公平                     | ドゥレイロン・バーンズ       | ドゥレイロン・バーンズ   | ドゥレイロン・バーンズ   | ---                        | ---                  | ---                                     | カロンジ磯山パトリック   | カロンジ磯山パトリック   | ---                |
| 3   | 松崎賢人             | 松崎賢人             | 松崎賢人           | ---                  | ---                  | 松崎賢人                     | 松崎賢人                     | 松崎賢人                 | 松崎賢人                 | 松崎賢人                   | 松崎賢人             | 松崎賢人                                | 松崎賢人                 | ---                      | ---                |
| 4   | ---                  | ---                  | ---                | ---                  | ---                  | ドゥレイロン・バーンズ       | ---                          | ---                      | ---                      | ---                        | ---                  | ---                                     | ---                      | ---                      | 寺園脩斗           |
| 5   | 井上ジョナサン       | 神原裕司             | ---                | ---                  | ---                  | ---                          | ハーバート・ヒル             | ---                      | ---                      | マット・ボンズ             | ---                  | ダニエル・ミラー ジョーダン・ハミルトン | ---                      | アイザック・バッツ       | アイザック・バッツ |
| 6   | ---                  | ---                  | ---                | 細谷将司             | ---                  | ---                          | 大塚勇人                     | 大塚勇人                 | ---                      | ---                        | ---                  | ---                                     | ---                      | ---                      | ---                |
| 7   | 中村大輔             | 中村大輔             | 中村大輔           | ---                  | ---                  | ---                          | ---                          | ---                      | ---                      | アレクサンダー・ルオフ     | ---                  | 綱井勇介                                | 綱井勇介                 | 綱井勇介                 | ---                |
| 8   | ---                  | ---                  | ---                | 中務敏宏             | 中務敏宏             | 竹野明倫                     | ---                          | 濵高康明                 | 濵高康明                 | 濵高康明                   | 濵高康明             | 濵高康明                                | ---                      | ---                      | 八村阿蓮           |
| 9   | 谷直樹               | 谷直樹               | 谷直樹             | 谷直樹               | 谷直樹               | 谷直樹                       | 谷直樹                       | 谷直樹                   | 谷直樹                   | 谷直樹                     | 谷直樹               | 谷直樹                                  | 谷直樹                   | 谷直樹                   | 谷直樹             |
| 10  | ---                  | マイケル・リファーズ | ---                | ---                  | ---                  | 坂井レオ                     | 坂井レオ                     | ---                      | ---                      | 渡邊翔太                   | 渡邊翔太             | 渡邊翔太                                | 渡邊翔太                 | 渡邊翔太                 | ---                |
| 11  | 長尾強司             | ---                  | ---                | ---                  | ---                  | ---                          | ---                          | アレン・ウエスト         | 俊野佳彦                 | ---                        | 中西良太             | ---                                     | ナイジェル・スパイクス   | 山本楓己                 | ---                |
| 12  | ---                  | ---                  | 松島良豪           | 松島良豪             | ---                  | ---                          | ---                          | ---                      | ---                      | ---                        | ---                  | 川島聖那                                | 川島聖那                 | 川島聖那                 | 木村圭吾           |
| 13  | ---                  | 道原紀晃             | 道原紀晃           | 道原紀晃             | 道原紀晃             | 道原紀晃                     | 道原紀晃                     | 道原紀晃                 | 道原紀晃                 | 道原紀晃                   | 道原紀晃             | 道原紀晃                                | 道原紀晃                 | 道原紀晃                 | 道原紀晃           |
| 14  | ---                  | ---                  | ---                | ---                  | ---                  | ジョーダン・ヴァンデンバーグ | ジョーダン・ヴァンデンバーグ | ---                      | ---                      | 福田真生                   | 福田真生             | ---                                     | ---                      | ---                      | ---                |
| 15  | ---                  | ---                  | ---                | 根來新之助           | 根來新之助           | ラリー・オーウェンス         | 谷口淳                       | 谷口淳                   | 谷口淳                   | ---                        | ---                  | トレイ・ポーター                        | トレイ・ポーター         | ---                      | ---                |
| 16  | ---                  | ---                  | ---                | ---                  | ---                  | ---                          | ---                          | ---                      | ---                      | ---                        | ---                  | ---                                     | ---                      | チョンディー・ブラウン   | ---                |
| 17  | ---                  | 藤原岳志             | 藤原岳志           | ---                  | ---                  | ---                          | ---                          | ---                      | ---                      | アレクサンダー・ジョーンズ | ---                  | ---                                     | ---                      | ---                      | ---                |
| 18  | ---                  | ---                  | ---                | ---                  | ---                  | ---                          | ---                          | ---                      | ---                      | デクアン・ジョーンズ       | デクアン・ジョーンズ | デクアン・ジョーンズ                    | ---                      | ---                      | ---                |
| 19  | ---                  | ---                  | 梁川禎浩           | 梁川禎浩             | 梁川禎浩             | 梁川禎浩                     | 梁川禎浩                     | 梁川禎浩                 | ---                      | ---                        | ---                  | ---                                     | ---                      | ---                      | ---                |
| 20  | 河相智志             | ---                  | ---                | ---                  | 合田怜               | ---                          | ---                          | ---                      | 岸田篤生                 | 岸田篤生                   | ---                  | ---                                     | ---                      | ---                      | ---                |
| 21  | ジャワン・ベイリー   | ---                  | ---                | ---                  | ---                  | ---                          | コナー・ラマート             | ---                      | ---                      | ---                        | ---                  | ---                                     | ---                      | ---                      | ---                |
| 22  | ---                  | ---                  | カール・ホール     | 田村大輔             | ---                  | ---                          | ---                          | ---                      | ---                      | シェイク・ムボジ           | シェイク・ムボジ     | ---                                     | マックス・ヒサタケ       | ネイサン・エイドリアン   | ---                |
| 23  | ---                  | ---                  | ---                | ---                  | ---                  | ---                          | ---                          | ---                      | 劉瑾                     | 劉瑾                       | 劉瑾                 | ---                                     | ---                      | ---                      | ヨーリ・チャイルズ |
| 24  | ---                  | 柳沢伸典             | ---                | ---                  | ---                  | 石橋晴行                     | ---                          | ---                      | ---                      | ---                        | シャキール・ハインズ | ---                                     | ジョーダン・キャロライン | モリス・ウデゼ           | ---                |
| 25  | ---                  | ---                  | ---                | ---                  | ---                  | ---                          | ---                          | ---                      | ---                      | ---                        | ---                  | ---                                     | 藤原瞭我                 | 藤原瞭我                 | ---                |
| 26  | ---                  | ---                  | ---                | ---                  | ---                  | 松本健児リオン               | ---                          | ---                      | ---                      | ---                        | ---                  | ---                                     | ---                      | ---                      | ---                |
| 27  | ---                  | ---                  | ---                | ---                  | ---                  | 石塚裕也                     | 石塚裕也                     | ---                      | ---                      | ---                        | ---                  | ジガ・ディメッツ                        | ---                      | ---                      | ---                |
| 28  | ---                  | ---                  | ---                | ---                  | ---                  | ---                          | ---                          | ---                      | ---                      | ---                        | ---                  | ---                                     | ---                      | アルフォンゾ・マッキニー | ---                |
| 30  | ---                  | ---                  | ---                | ---                  | ---                  | ---                          | 岡田優                       | ---                      | ---                      | 金田龍弥                   | 金田龍弥             | 金田龍弥                                | 金田龍弥                 | 金田龍弥                 | 金田龍弥           |
| 31  | 松山晃士             | ---                  | ---                | ---                  | ---                  | ---                          | ---                          | ---                      | ---                      | ---                        | ---                  | ---                                     | ---                      | ---                      | ---                |
| 32  | ジェフ・ファーガソン | ---                  | ---                | アイザック・バッツ   | 畠山俊樹             | ---                          | ---                          | ---                      | ---                      | ---                        | ---                  | ---                                     | アイザイア・アームウッド | ---                      | ---                |
| 33  | ウィリアム・ナイト   | ウィリアム・ナイト   | ウィリアム・ナイト | ウィリアム・ナイト   | ---                  | ---                          | ---                          | ランディ・ホワイト       | ---                      | ---                        | ---                  | 杉山裕介                                | 杉山裕介                 | ---                      | 笹倉怜寿           |
| 35  | ---                  | ---                  | ---                | ---                  | 奥本友人             | ---                          | 内藤健太                     | 内藤健太                 | 内藤健太                 | ---                        | ---                  | ---                                     | ---                      | ---                      | ---                |
| 43  | 翁長明弘             | ---                  | ---                | ---                  | ---                  | ---                          | ---                          | ---                      | ---                      | ---                        | ---                  | ---                                     | ---                      | ---                      | ---                |
| 44  | ---                  | ---                  | ---                | ---                  | ---                  | ウィル・クリークモア         | ---                          | ---                      | ---                      | ---                        | ---                  | ---                                     | ---                      | ---                      | ---                |
| 47  | ---                  | ---                  | ---                | ---                  | ---                  | 土屋アリスター時生           | 土屋アリスター時生           | 土屋アリスター時生       | 土屋アリスター時生       | ---                        | ---                  | ---                                     | ---                      | ---                      | ---                |
| 54  | ---                  | ---                  | ---                | ---                  | ダバンテ・ガードナー | ---                          | ---                          | ---                      | ---                      | ---                        | ---                  | ---                                     | ---                      | ---                      | ---                |
| 55  | ---                  | ---                  | ---                | ---                  | ---                  | ---                          | キャメロン・リドリー         | ---                      | ---                      | ---                        | ---                  | ---                                     | ---                      | ---                      | ---                |
| 88  | ---                  | ---                  | ---                | ---                  | 丸山公平             | ---                          | ---                          | ---                      | ---                      | ---                        | ---                  | ---                                     | ---                      | ---                      | ---                |
| 90  | ---                  | ---                  | ---                | ---                  | ---                  | ---                          | ---                          | ---                      | ---                      | ---                        | ---                  | ---                                     | ---                      | 野溝利一                 | 野溝利一           |
| 91  | ---                  | ---                  | ---                | ---                  | 佐藤浩貴             | ---                          | ---                          | 佐藤浩貴                 | ---                      | ---                        | ---                  | ---                                     | ---                      | ---                      | ---                |
| 99  | ---                  | ---                  | ---                | デボーン・ワシントン | ---                  | ---                          | ---                          | ---                      | ---                      | ---                        | ---                  | ---                                     | ---                      | ---                      | ---                |

## 2011-12シーズン

### 選手
| Pos   | No. | 名前                 | 生年月日(年齢)         | 身長/体重   | 出身           | 前所属                 | 加入年 | 備考                         |
| PG    | 3   | 松崎賢人             | 1988年5月17日（37歳）  | 178cm/70kg  | 兵庫県         | 拓殖大学               | 2011   |                              |
| PG    | 11  | 長尾強司             | 1983年7月7日（42歳）   | 175cm/70kg  | 兵庫県         | 高松ファイブアローズ   | 2011   | キャプテン 現役引退          |
| PG    | 43  | 翁長明弘             | 1987年9月28日（37歳）  | 180cm/74kg  | 沖縄県         | サンタ・アナ・カレッジ | 2011   | デイトリックつくばに移籍     |
| PG/SG | 2   | 高松英二             | 1988年7月2日（37歳）   | 187cm/77kg  | 兵庫県         | 京都産業大学           | 2011   |                              |
| PG/SG | 5   | 井上ジョナサン       | 1987年5月1日（38歳）   | 193cm/79kg  | 東京都         | 東京アパッチ           | 2011   | 宮崎シャイニングサンズに移籍 |
| SG/SF | 20  | 河相智志             | 1982年3月29日（43歳）  | 182cm/76kg  | 広島県         | 埼玉ブロンコス         | 2011   | デイトリックつくばに移籍     |
| SG/SF | 33  | ウィリアム・ナイト   | 1979年1月20日（46歳）  | 197cm/95kg  | アメリカ合衆国 | 大阪エヴェッサ         | 2011   |                              |
| SF    | 9   | 谷直樹               | 1988年7月3日（37歳）   | 193cm/80kg  | 兵庫県         | 甲南大学               | 2011   |                              |
| SF/PF | 7   | 中村大輔             | 1989年3月7日（36歳）   | 188cm/85kg  | 兵庫県         | 鹿屋体育大学           | 2011   | キャプテン                   |
| SF/PF | 31  | 松山晃士             | 1984年5月27日（41歳）  | 195cm/88kg  | 鹿児島県       | レノヴァ鹿児島         | 2011   | 現役引退                     |
| SF/PF | 21  | ジャワン・ベイリー   | 1983年1月15日（42歳）  | 203cm/95kg  | アメリカ合衆国 | オースティン・トロス   | 2011   | 退団                         |
| CF    | 0   | 劉生琢行             | 1983年7月27日（42歳）  | 195cm/92kg  | 河北省         | TGI D-RISE             | 2011   | 大塚商会アルファーズに移籍   |
| C     | 32  | ジェフ・ファーガソン | 1981年12月18日（43歳） | 211cm/104kg | トロント       | エドモントン・エナジー | 2011   | 退団                         |

## 2012-13シーズン

### 選手
| Pos   | No. | 名前                 | 生年月日(年齢)         | 身長/体重   | 出身           | 前所属             | 在籍年    | 備考                     |
| PG    | 3   | 松崎賢人             | 1988年5月17日（37歳）  | 178cm/70kg  | 兵庫県         | 拓殖大学           | 2011-2014 |                          |
| PG/SG | 2   | 高松英二             | 1988年7月2日（37歳）   | 187cm/77kg  | 兵庫県         | 京都産業大学       | 2011-2014 |                          |
| PG/SG | 5   | 神原裕司             | 1989年10月25日（35歳） | 183cm/75kg  | 長崎県         | 関西外国語大学     | 2012-2013 | 熊本ヴォルターズに移籍   |
| PG/SG | 13  | 道原紀晃             | 1989年9月7日（35歳）   | 178cm/62kg  | 兵庫県         | 大阪商業大学       | 2012-     |                          |
| PG/SG | 17  | 藤原岳志             | 1983年6月17日（42歳）  | 183cm/77kg  | 長崎県         | レノヴァ鹿児島     | 2012-2014 |                          |
| SG/SF | 33  | ウィリアム・ナイト   | 1979年1月20日（46歳）  | 197cm/95kg  | アメリカ合衆国 | 大阪エヴェッサ     | 2011-2014 |                          |
| SF    | 9   | 谷直樹               | 1988年7月3日（37歳）   | 193cm/80kg  | 兵庫県         | 甲南大学           | 2011-     |                          |
| SF/PF | 7   | 中村大輔             | 1989年3月7日（36歳）   | 188cm/85kg  | 兵庫県         | 鹿屋体育大学       | 2011-2014 |                          |
| SF/PF | 24  | 柳沢伸典             | 1982年5月10日（43歳）  | 194cm/90kg  | 埼玉県         | 順天堂大学         | 2012-2013 | デイトリックつくばに移籍 |
| PF/C  | 1   | 中西良太             | 1988年12月24日（36歳） | 200cm/107kg | 兵庫県         | TGI D-RISE         | 2012-2014 |                          |
| C     | 10  | マイケル・リファーズ | 1987年4月16日（38歳）  | 203cm/102kg | カナダ         | サスカチュワン大学 | 2012-2013 |                          |

## 2013-14シーズン

### 選手
| Pos   | No. | 名前               | 生年月日(年齢)         | 身長/体重   | 出身           | 前所属               | 加入年 | 備考                      |
| PG    | 3   | 松崎賢人           | 1988年5月17日（37歳）  | 178cm/70kg  | 兵庫県         | 拓殖大学             | 2011   | 熊本ヴォルターズに移籍    |
| PG    | 12  | 松島良豪           | 1992年2月3日（33歳）   | 185cm/78kg  | 沖縄県         | 国士舘大学           | 2013   |                           |
| PG/SG | 2   | 高松英二           | 1988年7月2日（37歳）   | 187cm/77kg  | 兵庫県         | 京都産業大学         | 2011   | 2014年1月に契約解除       |
| PG/SG | 13  | 道原紀晃           | 1989年9月7日（35歳）   | 178cm/62kg  | 兵庫県         | 大阪商業大学         | 2012   |                           |
| PG/SG | 17  | 藤原岳志           | 1983年6月17日（42歳）  | 183cm/77kg  | 長崎県         | レノヴァ鹿児島       | 2012   | 現役引退                  |
| SG    | 19  | 梁川禎浩           | 1986年4月25日（39歳）  | 183cm/74kg  | 大阪府         | リンク栃木ブレックス | 2013   |                           |
| SG/SF | 33  | ウィリアム・ナイト | 1979年1月20日（46歳）  | 197cm/95kg  | アメリカ合衆国 | 大阪エヴェッサ       | 2011   |                           |
| SF    | 9   | 谷直樹             | 1988年7月3日（37歳）   | 193cm/80kg  | 兵庫県         | 甲南大学             | 2011   |                           |
| SF/PF | 7   | 中村大輔           | 1989年3月7日（36歳）   | 188cm/85kg  | 兵庫県         | 鹿屋体育大学         | 2011   | アースフレンズ東京Zに移籍 |
| SF/PF | 22  | カール・ホール     | 1989年3月29日（36歳）  | 201cm/101kg | ジョージア州   | ウィチタ州立大学     | 2013   | 退団                      |
| PF/C  | 1   | 中西良太           | 1988年12月24日（36歳） | 200cm/107kg | 兵庫県         | TGI D-RISE           | 2012   | 熊本ヴォルターズに移籍    |

## 2014-15シーズン

### 選手
| Pos   | No. | 名前                 | 生年月日(年齢)        | 身長/体重   | 出身           | 前所属               | 加入年 | 備考                                            |
| PG    | 6   | 細谷将司             | 1989年10月2日（35歳） | 173cm/72kg  | 神奈川県       | TGI D-RISE           | 2014   | サイバーダインつくばロボッツに移籍              |
| PG    | 12  | 松島良豪             | 1992年2月3日（33歳）  | 185cm/78kg  | 沖縄県         | 国士舘大学           | 2013   | レバンガ北海道に移籍                            |
| PG/SG | 13  | 道原紀晃             | 1989年9月7日（35歳）  | 178cm/62kg  | 兵庫県         | 大阪商業大学         | 2012   |                                                 |
| PG/SG | 22  | 田村大輔             | 1981年1月22日（44歳） | 182cm/83kg  | 大阪府         | 熊本ヴォルターズ     | 2014   | 広島ライトニングに移籍                          |
| SG    | 19  | 梁川禎浩             | 1986年4月25日（39歳） | 183cm/74kg  | 大阪府         | リンク栃木ブレックス | 2013   |                                                 |
| SG/SF | 8   | 中務敏宏             | 1986年4月18日（39歳） | 187cm/87kg  | 大阪府         | 和歌山トライアンズ   | 2014   |                                                 |
| SG/SF | 33  | ウィリアム・ナイト   | 1979年1月20日（46歳） | 197cm/95kg  | アメリカ合衆国 | 大阪エヴェッサ       | 2011   | パスラボ山形ワイヴァンズに移籍                  |
| SF    | 9   | 谷直樹               | 1988年7月3日（37歳）  | 193cm/80kg  | 兵庫県         | 甲南大学             | 2011   |                                                 |
| SF    | 15  | 根來新之助           | 1987年8月19日（37歳） | 195cm/96kg  | 大阪府         | 和歌山トライアンズ   | 2014   |                                                 |
| C     | 32  | アイザック・バッツ   | 1989年5月28日（36歳） | 208cm/134kg | アメリカ合衆国 | アパラチアン州立大学 | 2014   | シーホース三河に移籍                            |
| C     | 99  | デボーン・ワシントン | 1989年3月29日（36歳） | 203cm/102kg | バージニア州   | オハイオ大学         | 2014   | 2014年11月に退団 信州ブレイブウォリアーズに移籍 |

## 2015-16シーズン

### 選手
| Pos   | No. | 名前                 | 生年月日(年齢)         | 身長/体重   | 出身         | 前所属               | 加入年 | 備考                                 |
| PG    | 20  | 合田怜               | 1993年8月31日（31歳）  | 183cm/80kg  | 大阪府       | 大阪学院大学         | 2015   | 大阪エヴェッサに移籍                 |
| PG    | 32  | 畠山俊樹             | 1991年6月18日（34歳）  | 170cm/70kg  | 宮城県       | 大阪エヴェッサ       | 2015   | 新潟アルビレックスBBに移籍           |
| PG/SG | 13  | 道原紀晃             | 1989年9月7日（35歳）   | 178cm/62kg  | 兵庫県       | 大阪商業大学         | 2012   |                                      |
| PG/SG | 35  | 奥本友人             | 1987年2月3日（38歳）   | 182cm/84kg  | 大阪府       | 大分ヒートデビルズ   | 2015   | 現役引退                             |
| PG/SG | 88  | 丸山公平             | 1990年10月11日（34歳） | 181cm/82kg  | 鹿児島県     | レノヴァ鹿児島       | 2015   |                                      |
| SG    | 19  | 梁川禎浩             | 1986年4月25日（39歳）  | 183cm/74kg  | 大阪府       | リンク栃木ブレックス | 2013   |                                      |
| SG/SF | 8   | 中務敏宏             | 1986年4月18日（39歳）  | 187cm/87kg  | 大阪府       | 和歌山トライアンズ   | 2014   | 名古屋ダイヤモンドドルフィンズに移籍 |
| SF    | 9   | 谷直樹               | 1988年7月3日（37歳）   | 193cm/80kg  | 兵庫県       | 甲南大学             | 2011   |                                      |
| SF    | 15  | 根來新之助           | 1987年8月19日（37歳）  | 195cm/96kg  | 大阪府       | 和歌山トライアンズ   | 2014   | 大阪エヴェッサに移籍                 |
| PF    | 54  | ダバンテ・ガードナー | 1991年9月2日（33歳）   | 203cm/132kg | バージニア州 | HVバスケット         | 2015   | 新潟アルビレックスBBに移籍           |
| PF/C  | 0   | ディリオン・スニード | 1984年7月23日（41歳）  | 201cm/103kg | イリノイ州   | ポカ・ジュニアーズ   | 2015   | 現役引退                             |
| C     | 91  | 佐藤浩貴             | 1981年12月8日（43歳）  | 203cm/110kg | 神奈川県     | 大阪エヴェッサ       | 2015   | サイバーダイン茨城ロボッツに移籍     |

## 2016-17シーズン

### 選手
| Pos   | No. | 名前                         | 生年月日(年齢)         | 身長/体重   | 出身             | 前所属                     | 在籍年       | 備考                          |
| PG    | 3   | 松崎賢人                     | 1988年5月17日（37歳）  | 178cm/70kg  | 兵庫県           | 熊本ヴォルターズ           | 2016-        |                               |
| PG    | 8   | 竹野明倫                     | 1985年11月23日（39歳） | 173cm/65kg  | 福岡県           | 秋田ノーザンハピネッツ     | 2016-2017    |                               |
| PG    | 24  | 石橋晴行                     | 1973年12月3日（51歳）  | 173cm/75kg  | 大阪府           | 大阪エヴェッサ             | 2016-2017    |                               |
| PG/SG | 2   | 丸山公平                     | 1990年10月11日（34歳） | 181cm/82kg  | 鹿児島県         | レノヴァ鹿児島             | 2015-2017    | 2015-16シーズンは背番号「88」 |
| PG/SG | 13  | 道原紀晃                     | 1989年9月7日（35歳）   | 178cm/62kg  | 兵庫県           | 大阪商業大学               | 2012-        |                               |
| PG/SG | 26  | 松本健児リオン               | 1994年5月30日（31歳）  | 183cm/78kg  | 神奈川県         | 名古屋経済大学             | 2016-2017    | 特別指定選手                  |
| SG    | 1   | 内藤健太                     | 1995年7月25日（30歳）  | 187cm/82kg  | 大阪府           | 大阪体育大学               | 2016-2020    | 特別指定選手                  |
| SG    | 19  | 梁川禎浩                     | 1986年4月25日（39歳）  | 183cm/74kg  | 大阪府           | リンク栃木ブレックス       | 2013-2019    |                               |
| SG/SF | 4   | ドゥレイロン・バーンズ       | 1985年4月11日（40歳）  | 194cm/95kg  | ウィスコンシン州 | 琉球ゴールデンキングス     | 2016-2020    |                               |
| SF    | 0   | 谷口淳                       | 1992年7月31日（33歳）  | 194cm/90kg  | 大阪府           | 同志社大学                 | 2016-2020    |                               |
| SF    | 9   | 谷直樹                       | 1988年7月3日（37歳）   | 193cm/80kg  | 兵庫県           | 甲南大学                   | 2011-        |                               |
| SF/PF | 15  | ラリー・オーウェンス         | 1983年1月8日（42歳）   | 201cm/98kg  | アメリカ合衆国   | 京都ハンナリーズ           | 2016-2017    |                               |
| SF/PF | 27  | 石塚裕也                     | 1992年6月5日（33歳）   | 187cm/82kg  | 大阪府           | 立命館大学                 | 2016-2018    |                               |
| PF    | 47  | 土屋アリスター時生           | 1995年12月31日（29歳） | 201cm/95kg  | 兵庫県           | 大阪教育大学               | 2016-2020    | 特別指定選手                  |
| PF/C  | 10  | 坂井レオ                     | 1993年8月29日（31歳）  | 195cm/102kg | 大阪府           | 京都産業大学               | 2016-2018    |                               |
| PF/C  | 44  | ウィル・クリークモア         | 1989年4月9日（36歳）   | 205cm/109kg | オクラホマ州     | Bohemios Montevideo        | 2016-2016.12 |                               |
| C     | 14  | ジョーダン・ヴァンデンバーグ | 1990年3月25日（35歳）  | 216cm/120kg | オーストラリア   | サンドリンガム・セイバーズ | 2016-2018    |                               |

## 2017-18シーズン

### 選手
| Pos   | No. | 名前                         | 生年月日(年齢)         | 身長/体重   | 出身             | 前所属                         | 在籍年    | 備考                                              |
| PG    | 3   | 松崎賢人                     | 1988年5月17日（37歳）  | 178cm/70kg  | 兵庫県           | 熊本ヴォルターズ               | 2016-2024 |                                                   |
| PG    | 6   | 大塚勇人                     | 1990年4月3日（35歳）   | 173cm/69kg  | 埼玉県           | ファイティングイーグルス名古屋 | 2017-2018 | 2018年2月から秋田ノーザンハピネッツに期限付き移籍 |
| PG/SG | 13  | 道原紀晃                     | 1989年9月7日（35歳）   | 178cm/62kg  | 兵庫県           | 大阪商業大学                   | 2012-     |                                                   |
| SG    | 19  | 梁川禎浩                     | 1986年4月25日（39歳）  | 183cm/74kg  | 大阪府           | リンク栃木ブレックス           | 2013-2019 |                                                   |
| SG    | 30  | 岡田優                       | 1983年7月4日（42歳）   | 184cm/75kg  | 滋賀県           | 富山グラウジーズ               | 2017-2018 | 2018年1月に加入                                   |
| SG    | 35  | 内藤健太                     | 1995年7月25日（30歳）  | 187cm/82kg  | 大阪府           | 大阪体育大学                   | 2016-2020 | 特別指定選手 2016-17シーズンは背番号「1」         |
| SG/SF | 2   | ドゥレイロン・バーンズ       | 1985年4月11日（40歳）  | 194cm/95kg  | ウィスコンシン州 | 琉球ゴールデンキングス         | 2016-2020 | 2016-17シーズンは背番号「4」                      |
| SF    | 9   | 谷直樹                       | 1988年7月3日（37歳）   | 193cm/80kg  | 兵庫県           | 甲南大学                       | 2011-     |                                                   |
| SF    | 15  | 谷口淳                       | 1992年7月31日（33歳）  | 194cm/90kg  | 大阪府           | 同志社大学                     | 2016-2020 | 2016-17シーズンは背番号「0」                      |
| SF/PF | 27  | 石塚裕也                     | 1992年6月5日（33歳）   | 187cm/82kg  | 大阪府           | 立命館大学                     | 2016-2018 |                                                   |
| PF    | 21  | コナー・ラマート             | 1994年8月31日（30歳）  | 206cm/107kg | アメリカ合衆国   | 広島ドラゴンフライズ           | 2017-2018 | 2018年2月28日付で契約解除                         |
| PF    | 47  | 土屋アリスター時生           | 1995年12月31日（29歳） | 201cm/95kg  | 兵庫県           | 大阪教育大学                   | 2016-2020 | 特別指定選手                                      |
| PF/C  | 5   | ハーバート・ヒル             | 1984年10月1日（40歳）  | 208cm/108kg | アメリカ合衆国   | ファイティングイーグルス名古屋 | 2017-2018 | 2018年1月に加入                                   |
| PF/C  | 10  | 坂井レオ                     | 1993年8月29日（31歳）  | 195cm/102kg | 大阪府           | 京都産業大学                   | 2016-2018 |                                                   |
| PF/C  | 55  | キャメロン・リドリー         | 1993年10月27日（31歳） | 206cm/139kg | アメリカ合衆国   | 広島ドラゴンフライズ           | 2017-2018 | 2018年1月に加入                                   |
| C     | 14  | ジョーダン・ヴァンデンバーグ | 1990年3月25日（35歳）  | 216cm/120kg | オーストラリア   | サンドリンガム・セイバーズ     | 2016-2018 | 2018年1月から熊本ヴォルターズに期限付き移籍       |

## 2018-19シーズン

### 選手
| Pos   | No. | 名前                     | 生年月日(年齢)         | 身長/体重   | 出身             | 前所属                           | 在籍年    | 備考                       |
| PG    | 0   | 上原壮大郎               | 1994年8月10日（31歳）  | 170cm/68kg  | 山梨県           | 兵庫インパルス                   | 2018-2019 | バンビシャス奈良に移籍     |
| PG    | 3   | 松崎賢人                 | 1988年5月17日（37歳）  | 178cm/70kg  | 兵庫県           | 熊本ヴォルターズ                 | 2016-2024 |                            |
| PG    | 6   | 大塚勇人                 | 1990年4月3日（35歳）   | 173cm/69kg  | 埼玉県           | ファイティングイーグルス名古屋   | 2018-2019 | 青森ワッツに移籍           |
| PG/SG | 13  | 道原紀晃                 | 1989年9月7日（35歳）   | 178cm/62kg  | 兵庫県           | 大阪商業大学                     | 2012-     |                            |
| SG    | 8   | 濵高康明                 | 1997年1月18日（28歳）  | 184cm/81kg  | 石川県           | 近畿大学                         | 2018-2023 | 特別指定選手               |
| SG    | 19  | 梁川禎浩                 | 1986年4月25日（39歳）  | 183cm/74kg  | 大阪府           | リンク栃木ブレックス             | 2013-2019 |                            |
| SG    | 35  | 内藤健太                 | 1995年7月25日（30歳）  | 187cm/82kg  | 大阪府           | 大阪体育大学                     | 2016-2020 |                            |
| SG/SF | 2   | ドゥレイロン・バーンズ   | 1985年4月11日（40歳）  | 194cm/95kg  | ウィスコンシン州 | 琉球ゴールデンキングス           | 2016-2020 |                            |
| SF    | 9   | 谷直樹                   | 1988年7月3日（37歳）   | 193cm/80kg  | 兵庫県           | 甲南大学                         | 2011-     | キャプテン                 |
| SF    | 15  | 谷口淳                   | 1992年7月31日（33歳）  | 194cm/90kg  | 大阪府           | 同志社大学                       | 2016-2020 |                            |
| PF    | 47  | 土屋アリスター時生       | 1995年12月31日（29歳） | 201cm/95kg  | 兵庫県           | 大阪教育大学                     | 2016-2020 |                            |
| C     | 00  | ブラッドリー・ウォルドー | 1991年12月30日（33歳） | 208cm/127kg | テキサス州       | カーン・バスケット・カルヴァドス | 2018-2020 | 2018年12月に加入           |
| C     | 11  | アレン・ウエスト         | 1991年11月6日（33歳）  | 206cm/107kg | アメリカ合衆国   | Ostioneros de Guaymas            | 2018-2019 | 2018年11月に退団           |
| C     | 33  | ランディ・ホワイト       | 1994年7月1日（31歳）   | 203cm/127kg | アメリカ合衆国   | Soles de Mexicali                | 2018-2019 | 2018年12月12日付で契約解除 |
| C     | 91  | 佐藤浩貴                 | 1981年12月8日（43歳）  | 203cm/110kg | 神奈川県         | 秋田ノーザンハピネッツ           | 2018-2019 | 金沢武士団に移籍           |

## 2019-20シーズン

### 選手
| Pos   | No. | 名前                     | 生年月日(年齢)         | 身長/体重   | 出身             | 前所属                           | 在籍年    | 備考                                                |
| PG    | 3   | 松崎賢人                 | 1988年5月17日（37歳）  | 178cm/70kg  | 兵庫県           | 熊本ヴォルターズ                 | 2016-2024 |                                                     |
| PG    | 20  | 岸田篤生                 | 1995年10月28日（29歳） | 175cm/75kg  | 鳥取県           | 京都ハンナリーズ                 | 2019-2021 |                                                     |
| PG/SG | 13  | 道原紀晃                 | 1989年9月7日（35歳）   | 178cm/62kg  | 兵庫県           | 大阪商業大学                     | 2012-     |                                                     |
| SG    | 8   | 濵高康明                 | 1997年1月18日（28歳）  | 184cm/81kg  | 石川県           | 近畿大学                         | 2018-2023 |                                                     |
| SG    | 35  | 内藤健太                 | 1995年7月25日（30歳）  | 187cm/82kg  | 大阪府           | 大阪体育大学                     | 2016-2020 | ランポーレ三重に移籍                                |
| SG/SF | 2   | ドゥレイロン・バーンズ   | 1985年4月11日（40歳）  | 194cm/95kg  | ウィスコンシン州 | 琉球ゴールデンキングス           | 2016-2020 | アースフレンズ東京Zに移籍                           |
| SF    | 9   | 谷直樹                   | 1988年7月3日（37歳）   | 193cm/80kg  | 兵庫県           | 甲南大学                         | 2011-     | キャプテン                                          |
| SF    | 11  | 俊野佳彦                 | 1992年5月21日（33歳）  | 187cm/83kg  | 愛媛県           | 熊本ヴォルターズ                 | 2019-2020 | 2019年11月に契約解除 愛媛オレンジバイキングスに移籍 |
| SF    | 15  | 谷口淳                   | 1992年7月31日（33歳）  | 194cm/90kg  | 大阪府           | 同志社大学                       | 2016-2020 | ライジングゼファーフクオカに移籍                    |
| PF    | 47  | 土屋アリスター時生       | 1995年12月31日（29歳） | 201cm/95kg  | 兵庫県           | 大阪教育大学                     | 2016-2020 | 大阪エヴェッサに移籍                                |
| C     | 00  | ブラッドリー・ウォルドー | 1991年12月30日（33歳） | 208cm/127kg | テキサス州       | カーン・バスケット・カルヴァドス | 2018-2020 | ファイティングイーグルス名古屋に移籍                |
| C     | 23  | 劉瑾                     | 1990年4月19日（35歳）  | 202cm/100kg | 中華人民共和国   | アースフレンズ東京Z              | 2019-2022 |                                                     |

## 2020-21シーズン

### 選手
| Pos   | No. | 名前                   | 生年月日(年齢)         | 身長/体重   | 出身     | 前所属                                 | 加入年 | 備考                                         |
| PG    | 3   | 松崎賢人               | 1988年5月17日（37歳）  | 178cm/70kg  | 兵庫県   | 熊本ヴォルターズ                       | 2016   | オフコートキャプテン                         |
| PG    | 10  | 渡邊翔太               | 1993年6月26日（32歳）  | 180cm/70kg  | 兵庫県   | 信州ブレイブウォリアーズ               | 2020   |                                              |
| PG    | 20  | 岸田篤生               | 1995年10月28日（29歳） | 175cm/75kg  | 鳥取県   | 京都ハンナリーズ                       | 2019   | 佐賀バルーナーズに移籍                       |
| PG/SG | 13  | 道原紀晃               | 1989年9月7日（35歳）   | 178cm/66kg  | 兵庫県   | 大阪商業大学                           | 2012   |                                              |
| SG    | 8   | 濵高康明               | 1997年1月18日（28歳）  | 184cm/81kg  | 石川県   | 近畿大学                               | 2019   |                                              |
| SG/SF | 1   | 今野翔太               | 1985年3月29日（40歳）  | 182cm/84kg  | 大阪府   | 大阪エヴェッサ                         | 2020   |                                              |
| SG/SF | 7   | アレクサンダー・ルオフ | 1986年8月29日（38歳）  | 198cm/98kg  | アメリカ | BG ゲッティンゲン                      | 2020   | 2021年1月12日に契約解除                      |
| SF    | 9   | 谷直樹                 | 1988年7月3日（37歳）   | 193cm/80kg  | 兵庫県   | 甲南大学                               | 2011   | キャプテン                                   |
| SF    | 14  | 福田真生               | 1989年7月26日（36歳）  | 193cm/93kg  | 北海道   | 琉球ゴールデンキングス                 | 2020   |                                              |
| SF    | 30  | 金田龍弥               | 2000年9月29日（24歳）  | 195cm/82kg  | 大阪府   | 大阪学院大学                           | 2020   | 特別指定選手 2021年1月に加入 2021年4月に退団 |
| SF/PF | 18  | デクアン・ジョーンズ   | 1990年6月20日（35歳）  | 203cm/100kg | アメリカ | アリアンツ・パラカネストロ・トリエステ | 2020   |                                              |
| PF    | 5   | マット・ボンズ         | 1995年11月6日（29歳）  | 196cm/103kg | アメリカ | 川崎ブレイブサンダース                 | 2020   | 2021年1月に加入 長崎ヴェルカに移籍           |
| C     | 22  | シェイク・ムボジ       | 1987年8月1日（38歳）   | 208cm/107kg | セネガル | エラン・ベアルン・ポー=ラック=オルテズ | 2020   |                                              |
| C     | 23  | 劉瑾                   | 1990年4月19日（35歳）  | 202cm/100kg | 中国     | 大阪エヴェッサ                         | 2019   | アジア特別枠                                 |

### スタッフ
| 役職                     | 名前                     | 生年月日(年齢)         | 出身   | 前職                                       | 就任年 | 備考 |
| ヘッドコーチ             | マティアス・フィッシャー | 1971年7月30日（54歳）  | ドイツ | マカオ・ブラックベアーズ AC                | 2019   |      |
| アシスタントコーチ       | 寒河江功一               | 1977年1月9日（48歳）   | 茨城県 | 新潟医療福祉大学 女子バスケットボール部 HC | 2019   |      |
| アスレティックトレーナー | 与那城朝子               | 1982年8月5日（43歳）   | 滋賀県 | バンビシャス奈良 HAT                       | 2018   |      |
| マネージャー・通訳       | 池野雄人                 | 1984年11月21日（40歳） | 静岡県 | 横浜ビー・コルセアーズ MG                  | 2018   |      |
| アシスタントマネージャー | 中野真吾                 | 1996年9月6日（28歳）   | 大阪府 | 大阪体育大学                               | 2020   |      |
| ストレングスコーチ       | 小田原直哉               | 1985年5月24日（40歳）  | 奈良県 |                                            | 2019   |      |

## 2021-22シーズン

### 選手
| Pos   | No. | 名前                 | 生年月日(年齢)         | 身長/体重   | 出身           | 前所属                                 | 加入年 | 備考                                          |
| PG    | 3   | 松崎賢人             | 1988年5月17日（37歳）  | 178cm/70kg  | 兵庫県         | 熊本ヴォルターズ                       | 2016   |                                               |
| PG    | 10  | 渡邊翔太             | 1993年6月26日（32歳）  | 180cm/70kg  | 兵庫県         | 信州ブレイブウォリアーズ               | 2020   |                                               |
| PG/SG | 13  | 道原紀晃             | 1989年9月7日（35歳）   | 178cm/66kg  | 兵庫県         | 大阪商業大学                           | 2012   |                                               |
| SG    | 0   | 川村卓也             | 1986年4月24日（39歳）  | 193cm/90kg  | 岩手県         | シーホース三河                         | 2021   | 新潟アルビレックスBBに移籍                    |
| SG    | 8   | 濵高康明             | 1997年1月18日（28歳）  | 184cm/81kg  | 石川県         | 近畿大学                               | 2019   |                                               |
| SG/SF | 1   | 今野翔太             | 1985年3月29日（40歳）  | 182cm/84kg  | 大阪府         | 大阪エヴェッサ                         | 2020   | 現役引退                                      |
| SF    | 9   | 谷直樹               | 1988年7月3日（37歳）   | 193cm/80kg  | 兵庫県         | 甲南大学                               | 2011   | キャプテン                                    |
| SF    | 14  | 福田真生             | 1989年7月26日（36歳）  | 193cm/93kg  | 北海道         | 琉球ゴールデンキングス                 | 2020   | 青森ワッツに移籍                              |
| SF    | 30  | 金田龍弥             | 2000年9月29日（24歳）  | 195cm/82kg  | 大阪府         | 大阪学院大学                           | 2021   | 特別指定選手 2021年12月に加入 2022年3月に退団 |
| SF/PF | 18  | デクアン・ジョーンズ | 1990年6月20日（35歳）  | 203cm/100kg | アメリカ       | アリアンツ・パラカネストロ・トリエステ | 2020   |                                               |
| SF/PF | 24  | シャキール・ハインズ | 1993年3月23日（32歳）  | 201cm/90kg  | イリノイ州     | デブレセニEAC                          | 2021   | ドイツ・Jenaに移籍                            |
| PF/C  | 11  | 中西良太             | 1988年12月24日（36歳） | 202cm/110kg | 兵庫県         | 佐賀バルーナーズ                       | 2021   |                                               |
| C     | 22  | シェイク・ムボジ     | 1987年8月1日（38歳）   | 208cm/107kg | セネガル       | エラン・ベアルン・ポー=ラック=オルテズ | 2020   | バンビシャス奈良に移籍                        |
| C     | 23  | 劉瑾                 | 1990年4月19日（35歳）  | 202cm/100kg | 中華人民共和国 | 大阪エヴェッサ                         | 2019   | アジア特別枠 大阪エヴェッサに移籍             |

### スタッフ
| 役職                                       | 名前                     | 生年月日(年齢)         | 出身   | 前職                                                 | 就任年 | 備考                                 |
| ヘッドコーチ                               | マティアス・フィッシャー | 1971年7月30日（54歳）  | ドイツ | マカオ・ブラックベアーズ アシスタントコーチ          | 2019   | 大阪エヴェッサに移籍                 |
| アシスタントコーチ                         | 寒河江功一               | 1977年1月9日（48歳）   | 茨城県 | 新潟医療福祉大学女子バスケットボール部 ヘッドコーチ  | 2019   | 2022年2月17日に契約解除              |
| アシスタントコーチ                         | 中野真吾                 | 1996年9月6日（28歳）   | 大阪府 | 大阪体育大学                                         | 2021   | アシスタントマネージャーから配置転換 |
| ヘッドアスレティックトレーナー             | 与那城朝子               | 1982年8月5日（43歳）   | 滋賀県 | バンビシャス奈良 ヘッドアスレティックトレーナー      | 2018   |                                      |
| マネージャー 兼 通訳                       | 池野雄人                 | 1984年11月21日（40歳） | 静岡県 | 横浜ビー・コルセアーズ マネージャー                  | 2018   | 三遠ネオフェニックスに移籍           |
| アシスタントトレーナー                     | 井上達哉                 | 1994年3月2日（31歳）   | 滋賀県 | 大阪エヴェッサ インターントレーナー                  | 2021   |                                      |
| ストレングスコンディショニングコーチ       | 小澤健人                 | 1995年1月29日（30歳）  | 鳥取県 | 神戸大学漕艇部 ストレングス&コンディショニングコーチ | 2021   |                                      |
| ストレングスコンディショニングアドバイザー | 長島ユージーン           | 1991年4月16日（34歳）  | 大阪府 | イニスデール・セカンダリー・スクール                 | 2021   |                                      |

## 2022-23シーズン

### 選手
| Pos   | No. | 名前                   | 生年月日(年齢)         | 身長/体重   | 出身             | 前所属                                 | 加入年 | 備考 |
| PG    | 3   | 松崎賢人               | 1988年5月17日（37歳）  | 178cm/70kg  | 兵庫県           | 熊本ヴォルターズ                       | 2016   | |
| PG    | 7   | 綱井勇介               | 1996年4月4日（29歳）   | 185cm/82kg  | 大阪府           | 川崎ブレイブサンダース                 | 2022   | |
| PG    | 10  | 渡邊翔太               | 1993年6月26日（32歳）  | 180cm/70kg  | 兵庫県           | 信州ブレイブウォリアーズ               | 2020   | |
| PG/SG | 13  | 道原紀晃               | 1989年9月7日（35歳）   | 178cm/66kg  | 兵庫県           | 大阪商業大学                           | 2012   | キャプテン |
| SG    | 8   | 濵高康明               | 1997年1月18日（28歳）  | 184cm/81kg  | 石川県           | 近畿大学                               | 2019   | 退団 |
| SG    | 12  | 川島聖那               | 2000年3月14日（25歳）  | 187cm/85kg  | 福岡県           | 豊通ファイティングイーグルス名古屋     | 2022   | ルーキー |
| SG    | 33  | 杉山裕介               | 2000年10月11日（24歳） | 183cm/85kg  | 静岡県           | 白鷗大学                               | 2022   | 特別指定選手 2023年2月に加入                                                                                    |
| SF    | 9   | 谷直樹                 | 1988年7月3日（37歳）   | 193cm/80kg  | 兵庫県           | 甲南大学                               | 2011   | |
| SF    | 30  | 金田龍弥               | 2000年9月29日（24歳）  | 195cm/82kg  | 大阪府           | 大阪学院大学                           | 2022   | 2022年12月に加入                                                                                                |
| SF/PF | 5   | ジョーダン・ハミルトン | 1990年10月6日（34歳）  | 201cm/100kg | カリフォルニア州 | 滋賀レイクスターズ                     | 2022   | 2023年2月に加入 青森ワッツに移籍                                                                                |
| SF/PF | 18  | デクアン・ジョーンズ   | 1990年6月20日（35歳）  | 203cm/100kg | ジョージア州     | アリアンツ・パラカネストロ・トリエステ | 2020   | 副キャプテン 滋賀レイクスターズに移籍                                                                           |
| PF/C  | 1   | 中西良太               | 1988年12月24日（36歳） | 202cm/110kg | 兵庫県           | 佐賀バルーナーズ                       | 2021-  | 背番号「11」から変更                                                                                            |
| PF/C  | 15  | トレイ・ポーター       | 1996年6月24日（29歳）  | 210cm/106kg | アメリカ合衆国   | トロント・ラプターズ                   | 2022   | |
| PF/C  | 27  | ジガ・ディメッツ       | 1993年2月20日（32歳）  | 210cm/113kg | スロベニア共和国 | Anwil                                  | 2022   | 退団 |
| C     | 5   | ダニエル・ミラー       | 1991年7月1日（34歳）   | 211cm/117kg | コロラド州       | レバンガ北海道                         | 2022   | 契約締結後に本人から現役引退の申し出があり、2022年8月に双方合意の上で契約解除。ストークスでのプレー経験は無し。 |

### スタッフ
| 役職                                 | 名前       | 生年月日(年齢)        | 出身   | 前職                                | 就任年 | 備考                     |
| ヘッドコーチ                         | 森山知広   | 1984年1月23日（41歳） | 福岡県 | 福島ファイヤーボンズ GM/HC          | 2022   |                          |
| アシスタントコーチ                   | 中野真吾   | 1996年9月6日（28歳）  | 大阪府 | 大阪体育大学                        | 2021   | 退団                     |
| マネージャー兼通訳                   | 伊波壱成   | 1994年1月4日（31歳）  | 沖縄県 | 新潟アルビレックスBB 通訳           | 2022   | サンロッカーズ渋谷に移籍 |
| ヘッドアスレティックトレーナー       | 与那城朝子 | 1982年8月5日（43歳）  | 滋賀県 | バンビシャス奈良 HAT                | 2018   |                          |
| アシスタントトレーナー               | 井上達哉   | 1994年3月2日（31歳）  | 滋賀県 | 大阪エヴェッサ インターントレーナー | 2021   |                          |
| ストレングスコンディショニングコーチ | 小澤健人   | 1995年1月29日（30歳） | 鳥取県 | 神戸大学漕艇部S&C                   | 2021   |                          |
| ビデオコーディネーター               | 下地流星   | 2000年6月12日（25歳） | 沖縄県 | 東海大学シーガルス                  | 2022   | 2023年3月に加入          |

## 2023-24シーズン

### 選手
| Pos   | No. | 名前                     | 生年月日(年齢)         | 身長/体重   | 出身             | 前所属                         | 加入年 | 備考                                                            |
| PG    | 3   | 松崎賢人                 | 1988年5月17日（37歳）  | 178cm/70kg  | 兵庫県           | 熊本ヴォルターズ               | 2016   | 現役引退                                                        |
| PG    | 7   | 綱井勇介                 | 1996年4月4日（29歳）   | 185cm/82kg  | 大阪府           | 川崎ブレイブサンダース         | 2022   |                                                                 |
| PG    | 10  | 渡邊翔太                 | 1993年6月26日（32歳）  | 180cm/70kg  | 兵庫県           | 信州ブレイブウォリアーズ       | 2020   | 副キャプテン                                                    |
| PG    | 25  | 藤原瞭我                 | 2002年1月8日（23歳）   | 178cm/73kg  | 京都府           | 京都産業大学                   | 2023   | 特別指定選手 2024年2月に加入                                    |
| PG/SG | 13  | 道原紀晃                 | 1989年9月7日（35歳）   | 178cm/66kg  | 兵庫県           | 大阪商業大学                   | 2012   | キャプテン                                                      |
| SG    | 12  | 川島聖那                 | 2000年3月14日（25歳）  | 187cm/85kg  | 福岡県           | ファイティングイーグルス名古屋 | 2022   |                                                                 |
| SG    | 33  | 杉山裕介                 | 2000年10月11日（24歳） | 183cm/85kg  | 静岡県           | 白鷗大学                       | 2022   | ルーキー 横浜エクセレンスに移籍                                 |
| SF    | 9   | 谷直樹                   | 1988年7月3日（37歳）   | 193cm/80kg  | 兵庫県           | 甲南大学                       | 2011   |                                                                 |
| SF    | 30  | 金田龍弥                 | 2000年9月29日（24歳）  | 195cm/82kg  | 大阪府           | 大阪学院大学                   | 2022   | ルーキー                                                        |
| SF/PF | 24  | ジョーダン・キャロライン | 1996年1月15日（29歳）  | 201cm/107kg | アメリカ合衆国   | Fuenlabrada                    | 2023   | 退団                                                            |
| PF    | 22  | マックス・ヒサタケ       | 1998年4月10日（27歳）  | 203cm/105kg | アメリカ合衆国   | 茨城ロボッツ                   | 2023   | 2024年1月に加入 青森ワッツに移籍                                |
| PF    | 32  | アイザイア・アームウッド | 1990年12月28日（34歳） | 206cm/97kg  | アメリカ合衆国   | スポルティングCP               | 2023   | 2024年3月に退団 スポルティングCPに移籍                          |
| PF/C  | 1   | 中西良太                 | 1988年12月24日（36歳） | 202cm/110kg | 兵庫県           | 佐賀バルーナーズ               | 2021   | 副キャプテン                                                    |
| PF/C  | 15  | トレイ・ポーター         | 1996年6月24日（29歳）  | 210cm/106kg | アメリカ合衆国   | トロント・ラプターズ           | 2022   | アルティーリ千葉に移籍                                          |
| C     | 2   | カロンジ磯山パトリック   | 1999年10月10日（25歳） | 206cm/120kg | コンゴ民主共和国 | JR東日本秋田ペッカーズ         | 2023   | 帰化選手                                                        |
| C     | 11  | ナイジェル・スパイクス   | 1989年10月18日（35歳） | 208cm/105kg | アメリカ合衆国   | SOLES DE SANTO DOMINGO         | 2023   | 2023年11月に加入 2024年1月に退団 愛媛オレンジバイキングスに移籍 |

### スタッフ
| 役職                                                                | 名前       | 生年月日(年齢)        | 出身     | 前職                           | 就任年 | 備考                                 |
| ヘッドコーチ                                                        | 森山知広   | 1984年1月23日（41歳） | 福岡県   | 福島ファイヤーボンズ GM/HC     | 2022   | WKBL・ハナ銀行に移籍                 |
| アソシエイトコーチ                                                  | 李相範     | 1969年3月8日（56歳）  | 大韓民国 | 原州DBプロミ HC                | 2023   | 退団                                 |
| アシスタントコーチ ビデオコーディネーター                           | 下地流星   | 2000年6月12日（25歳） | 沖縄県   | 神戸ストークス VC              | 2023   |                                      |
| アシスタントコーチ 通訳                                             | 八幡幸助   | 1989年5月13日（36歳） | 千葉県   | 滋賀レイクスターズ AC/通訳     | 2023   | 2024年2月に就任 レバンガ北海道に移籍 |
| マネージャー 通訳                                                   | 李逸安     | 1995年9月15日（29歳） | 台湾     | ライジングゼファーフクオカ AMG | 2023   | 徳島ガンバロウズに移籍               |
| アシスタントマネージャー 通訳                                       | 朴泰樹     | 1995年7月26日（30歳） | 東京都   | 不明                           | 2023   | 退団                                 |
| ヘッドアスレティックトレーナー                                      | 与那城朝子 | 1982年8月5日（43歳）  | 滋賀県   | バンビシャス奈良 HAT           | 2018   | 熊本ヴォルターズに移籍               |
| アシスタントトレーナー                                              | 井上達哉   | 1994年3月2日（31歳）  | 滋賀県   | 大阪エヴェッサ トレーナー      | 2021   |                                      |
| アスレティックトレーナー ストレングスコンディショニングアドバイザー | 土屋明洋   | 1977年7月17日（48歳） | 愛知県   | パーソナルジム 代表            | 2023   | 退団                                 |
| ストレングスコンディショニングコーチ                                | 小澤健人   | 1995年1月29日（30歳） | 鳥取県   | 神戸大学漕艇部 S&C             | 2021   |                                      |
| ストレングスコンディショニングコーチ                                | 古結桃子   | 2001年1月1日（24歳）  | 兵庫県   | パーソナルジムトレーナー       | 2023   | 退団                                 |

## 2024-25シーズン

### 選手
| Pos   | No. | 名前                     | 生年月日(年齢)         | 身長/体重   | 出身                 | 前所属                             | 加入年 | 備考                                             |
| PG    | 7   | 綱井勇介                 | 1996年4月4日（29歳）   | 185cm/82kg  | 大阪府               | 川崎ブレイブサンダース             | 2022   | 徳島ガンバロウズに移籍                           |
| PG    | 10  | 渡邊翔太                 | 1993年6月26日（32歳）  | 180cm/70kg  | 兵庫県               | 信州ブレイブウォリアーズ           | 2020   | キャプテン 福島ファイヤーボンズに移籍            |
| PG    | 11  | 山本楓己                 | 1998年8月9日（27歳）   | 177cm/77kg  | 愛知県               | 信州ブレイブウォリアーズ           | 2024   | 東京八王子ビートレインズに移籍                   |
| PG    | 25  | 藤原瞭我                 | 2002年1月8日（23歳）   | 178cm/73kg  | 京都府               | 京都産業大学                       | 2023   | ルーキー アースフレンズ東京Zに移籍               |
| PG    | 90  | 野溝利一                 | 2003年1月13日（22歳）  | 165cm/69kg  | 長野県               | 山梨学院大学                       | 2024   | 特別指定選手 2024年12月25日に加入                |
| PG/SG | 13  | 道原紀晃                 | 1989年9月7日（35歳）   | 178cm/66kg  | 兵庫県               | 大阪商業大学                       | 2012   |                                                  |
| SG    | 12  | 川島聖那                 | 2000年3月14日（25歳）  | 187cm/85kg  | 福岡県               | ファイティングイーグルス名古屋     | 2022   | 福井ブローウィンズに移籍                         |
| SF    | 9   | 谷直樹                   | 1988年7月3日（37歳）   | 193cm/80kg  | 兵庫県               | 甲南大学                           | 2011   |                                                  |
| SF    | 16  | チョンディー・ブラウン   | 1998年12月4日（26歳）  | 195cm/98kg  | フロリダ州           | オルデンブルク                     | 2024   | 退団                                             |
| SF    | 30  | 金田龍弥                 | 2000年9月29日（24歳）  | 195cm/82kg  | 大阪府               | 大阪学院大学                       | 2022   | 副キャプテン                                     |
| SF/PF | 28  | アルフォンゾ・マッキニー | 1992年9月17日（32歳）  | 203cm/98kg  | イリノイ州           | 釜山KCCイージス                    | 2024   | メディカルチェック不合格となり、開幕前に契約解除 |
| PF    | 1   | 中西良太                 | 1988年12月24日（36歳） | 202cm/110kg | 兵庫県               | 佐賀バルーナーズ                   | 2021   | 現役引退                                         |
| PF    | 22  | ネイサン・エイドリアン   | 1995年3月21日（30歳）  | 206cm/107kg | ウエストバージニア州 | ヴァノリ・バスケット・クレモナ     | 2024   | 現役引退                                         |
| PF    | 24  | モリス・ウデゼ           | 1999年12月13日（25歳） | 205cm/107kg | テキサス州           | ヴィルキ・モルスキエ・シュチェチン | 2024   | 2025年2月18日に契約解除                          |
| C     | 2   | カロンジ磯山パトリック   | 1999年10月10日（25歳） | 206cm/120kg | コンゴ民主共和国     | JR東日本秋田ペッカーズ             | 2023   | 帰化選手 香川ファイブアローズに移籍              |
| C     | 5   | アイザック・バッツ       | 1989年5月28日（36歳）  | 208cm/134kg | ジョージア州         | 名古屋ダイヤモンドドルフィンズ     | 2024   | 2025年2月18日に加入                              |

### スタッフ
| 役職                                                   | 名前                     | 生年月日(年齢)         | 出身                     | 前職                                                 | 就任年 | 備考                                                                    |
| ヘッドコーチ                                           | プレドラッグ・クルニッチ | 1967年11月27日（57歳） | ボスニア・ヘルツェゴビナ | ミッテルドイッチャーBC ヘッドコーチ                  | 2024   | 2025年2月18日に解任                                                     |
| （アシスタントコーチ 兼 通訳→） ヘッドコーチ代理       | 東頭俊典                 | 1977年6月8日（48歳）   | 北海道                   | 群馬クレインサンダーズ アシスタントコーチ 兼 通訳    | 2024   | 2025年2月18日にアシスタントコーチ 兼 通訳からヘッドコーチ代理に配置転換 |
| アシスタントコーチ 兼 ビデオコーディネーター           | 下地流星                 | 2000年6月12日（25歳）  | 沖縄県                   | 東海大学シーガルスBチーム ヘッドコーチ               | 2023   |                                                                         |
| ヘッドマネージャー 兼 アシスタントゼネラルマネージャー | 九里大和                 | 1993年6月4日（32歳）   | 富山県                   | 茨城ロボッツ マネージャー                            | 2024   | ゼネラルマネージャーに就任                                              |
| ヘッドアスレティックトレーナー                         | 塚本真一郎               | 1979年5月11日（46歳）  | 兵庫県                   | コベルコ神戸スティーラーズ アスレティックトレーナー  | 2024   | 退団                                                                    |
| アシスタントトレーナー                                 | 井上達哉                 | 1994年3月2日（31歳）   | 滋賀県                   | 大阪エヴェッサ トレーナー                            | 2021   |                                                                         |
| ストレングスコンディショニングコーチ                   | 小澤健人                 | 1995年1月29日（30歳）  | 鳥取県                   | 神戸大学漕艇部 ストレングス&コンディショニングコーチ | 2021   | 退団                                                                    |
| 管理栄養士 兼 アシスタントマネージャー                 | 佐藤美春                 | 1996年3月13日（29歳）  | 福島県                   | 不明                                                 | 2024   |                                                                         |
| 通訳                                                   | 小熊健斗                 | 1999年5月26日（26歳）  | 埼玉県                   | 山口パッツファイブ 通訳                              | 2024   | 練習生兼任 アースフレンズ東京Zに移籍                                    |
| チームデベロップメントコーチ                           | 冨岡耕児                 | 1980年5月7日（45歳）   | 大阪府                   | NTTドコモレッドハリケーンズ 選手                     | 2024   | 2025年3月7日に就任                                                      |